# Erős Tibor

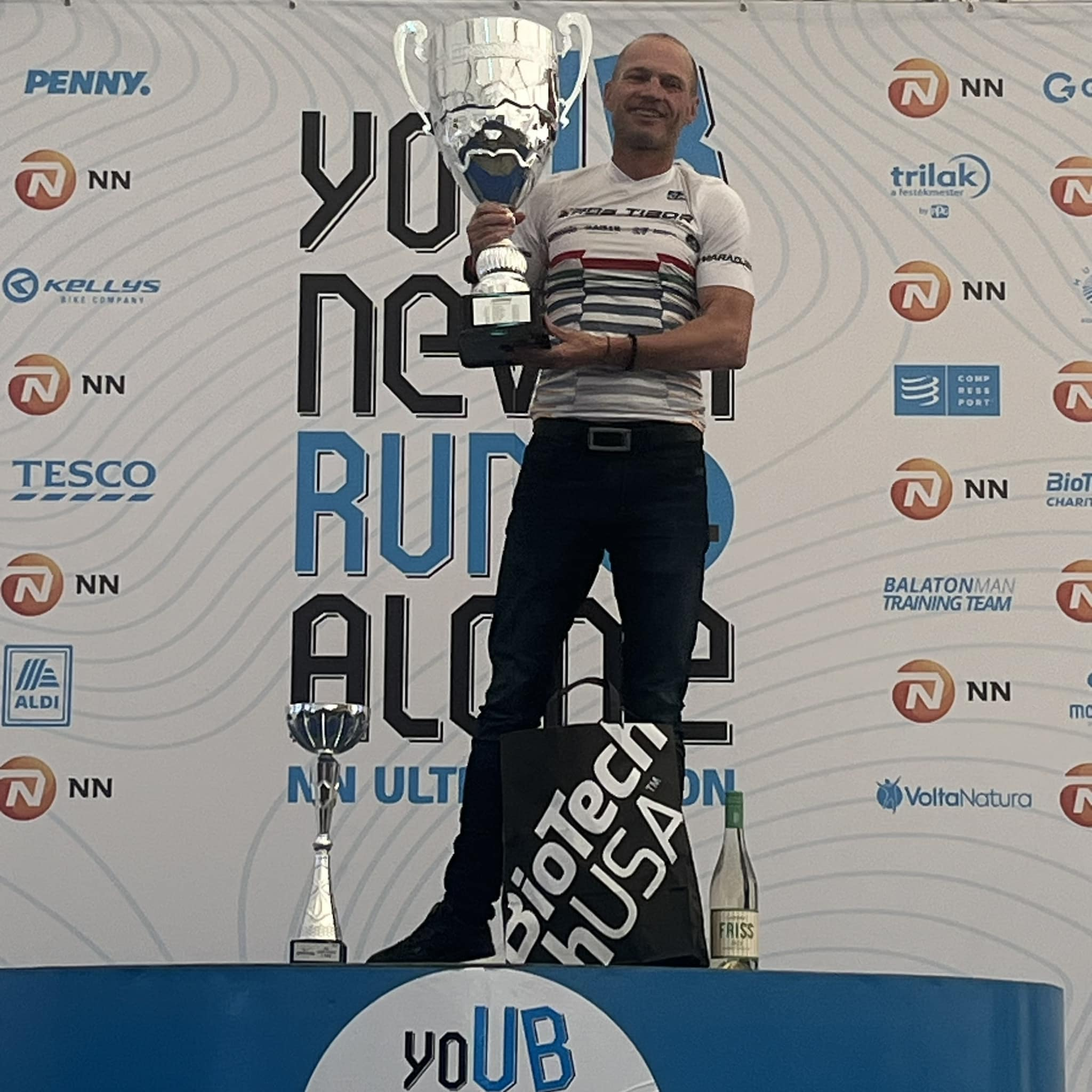
Erős Tibor a XVIII. NN Ultrabalaton győztese a díjátadó eseményen, kezében az abszolút győztesnek járó trófeával.

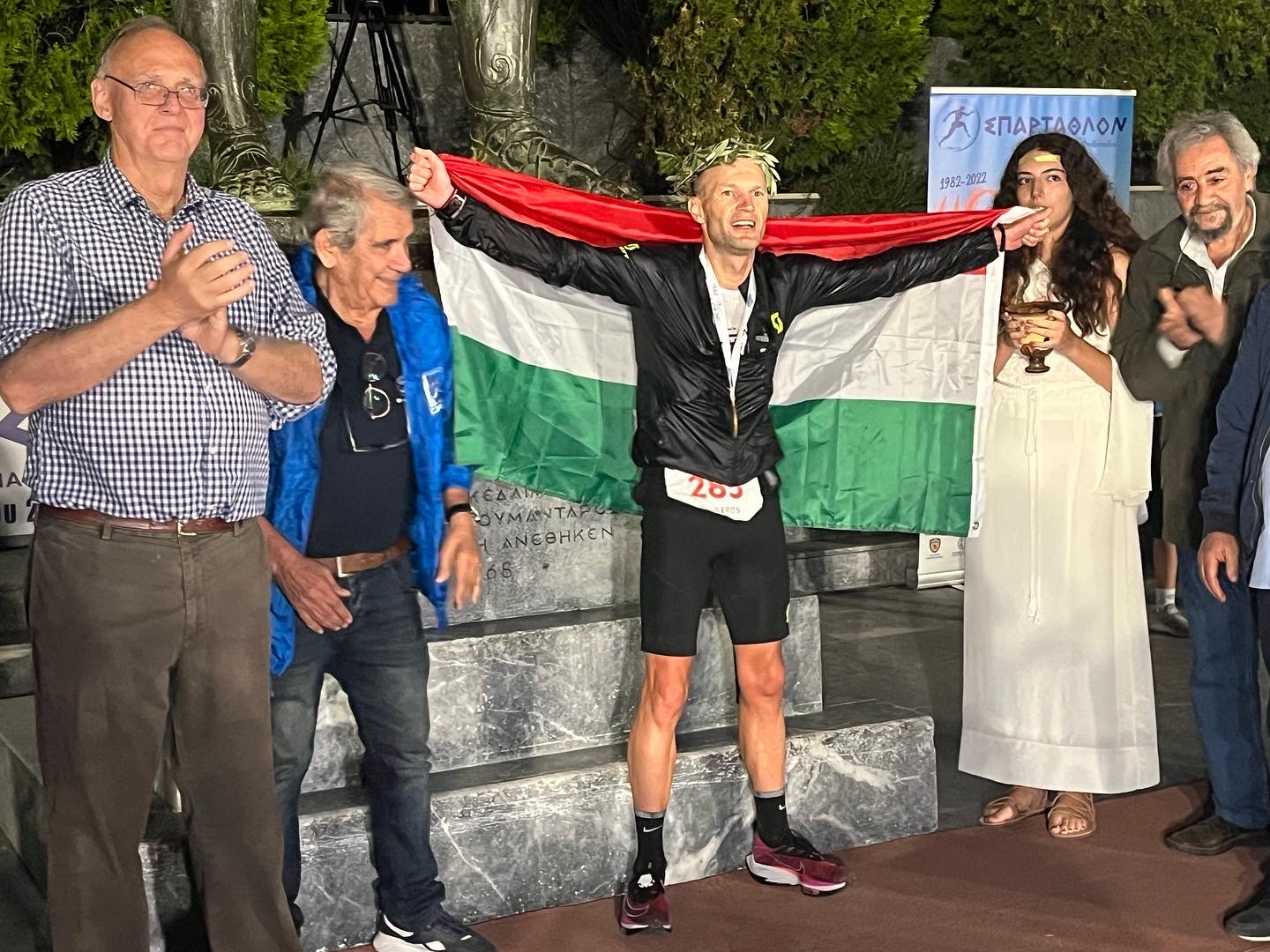
Erős Tibor a 2022-es Spartathlon 4. helyezettje

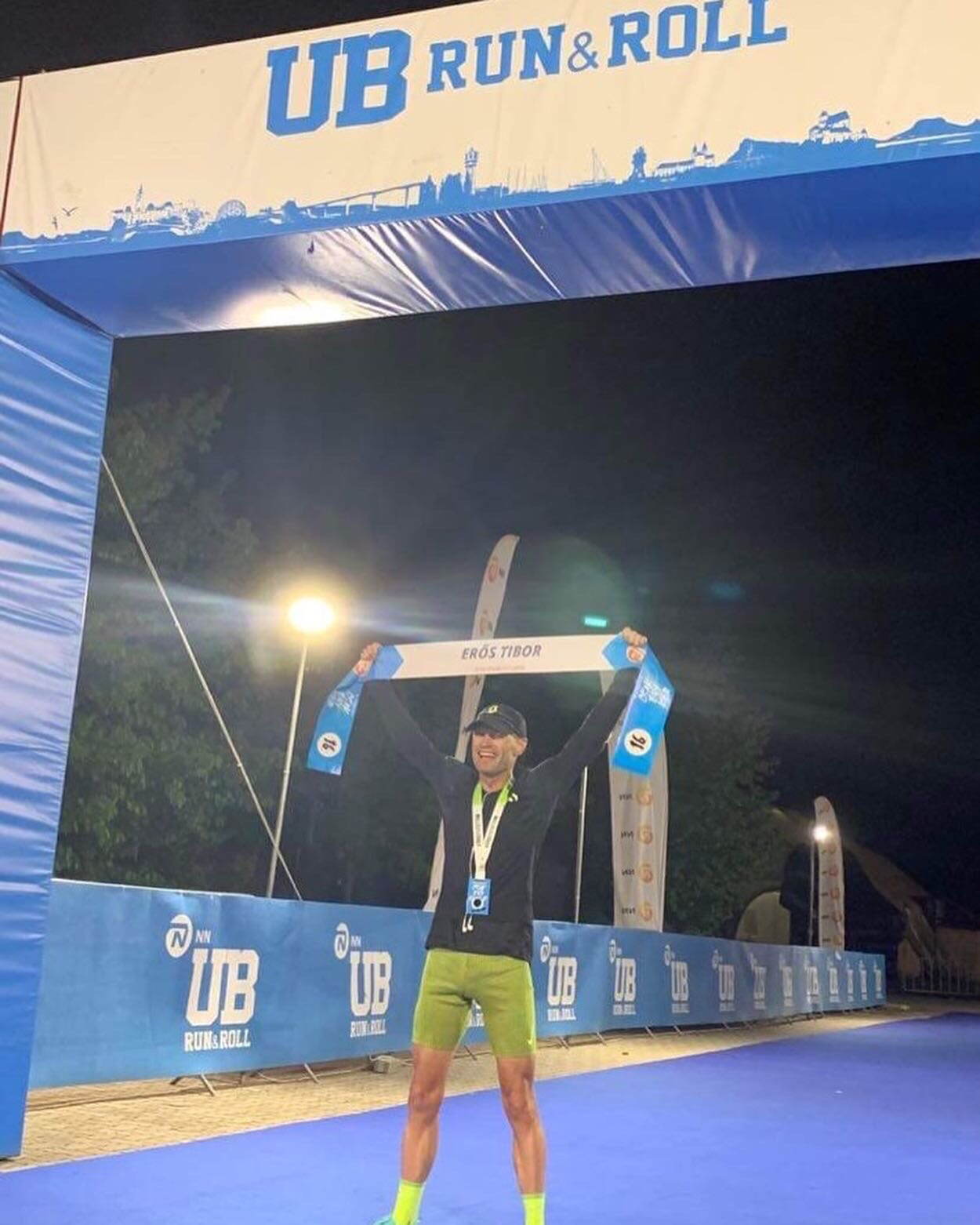
Erős Tibor a XVI. NN Ultrabalaton ezüstérmese

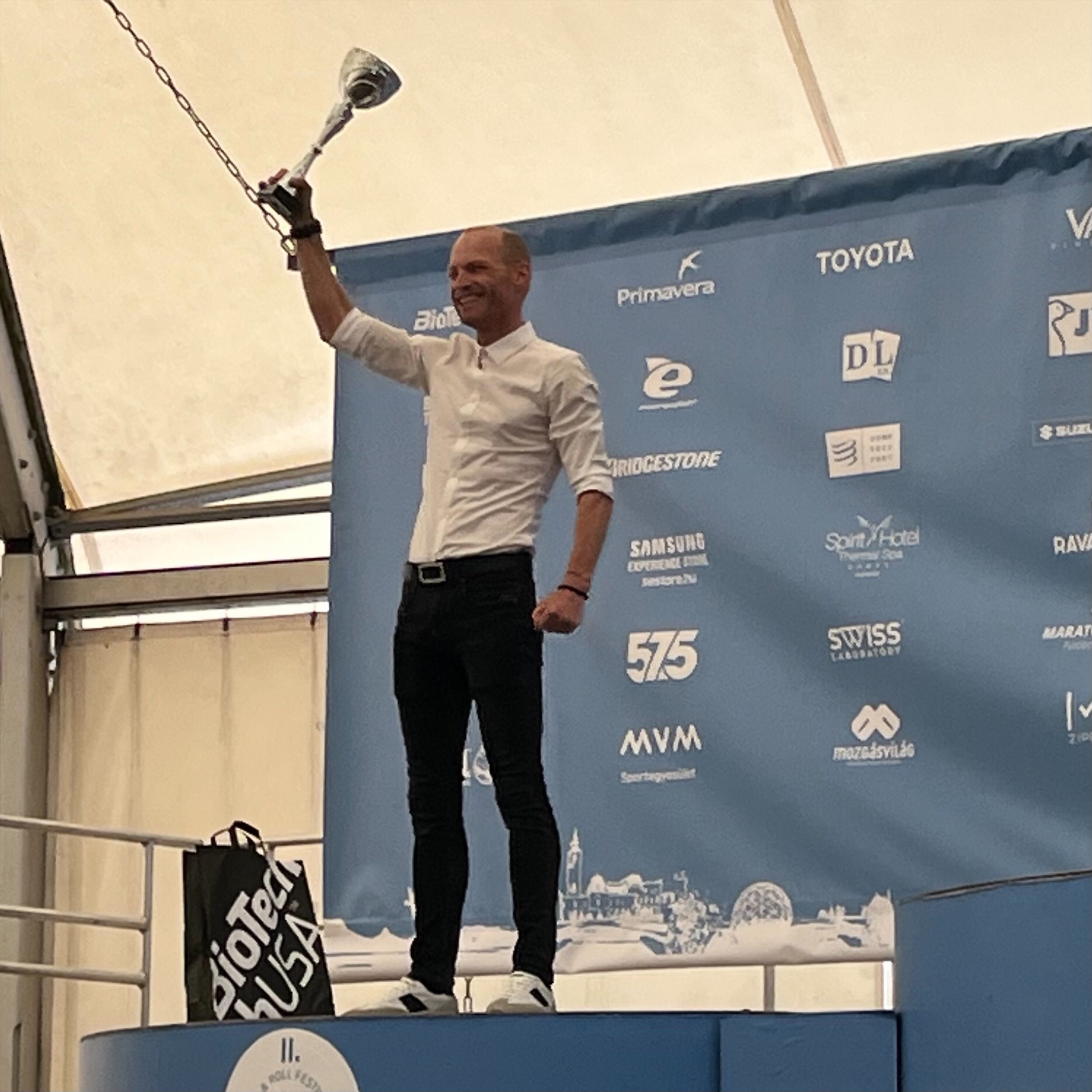
Erős Tibor ultrafutó a XVI. NN Ultrabalaton díjátadóján

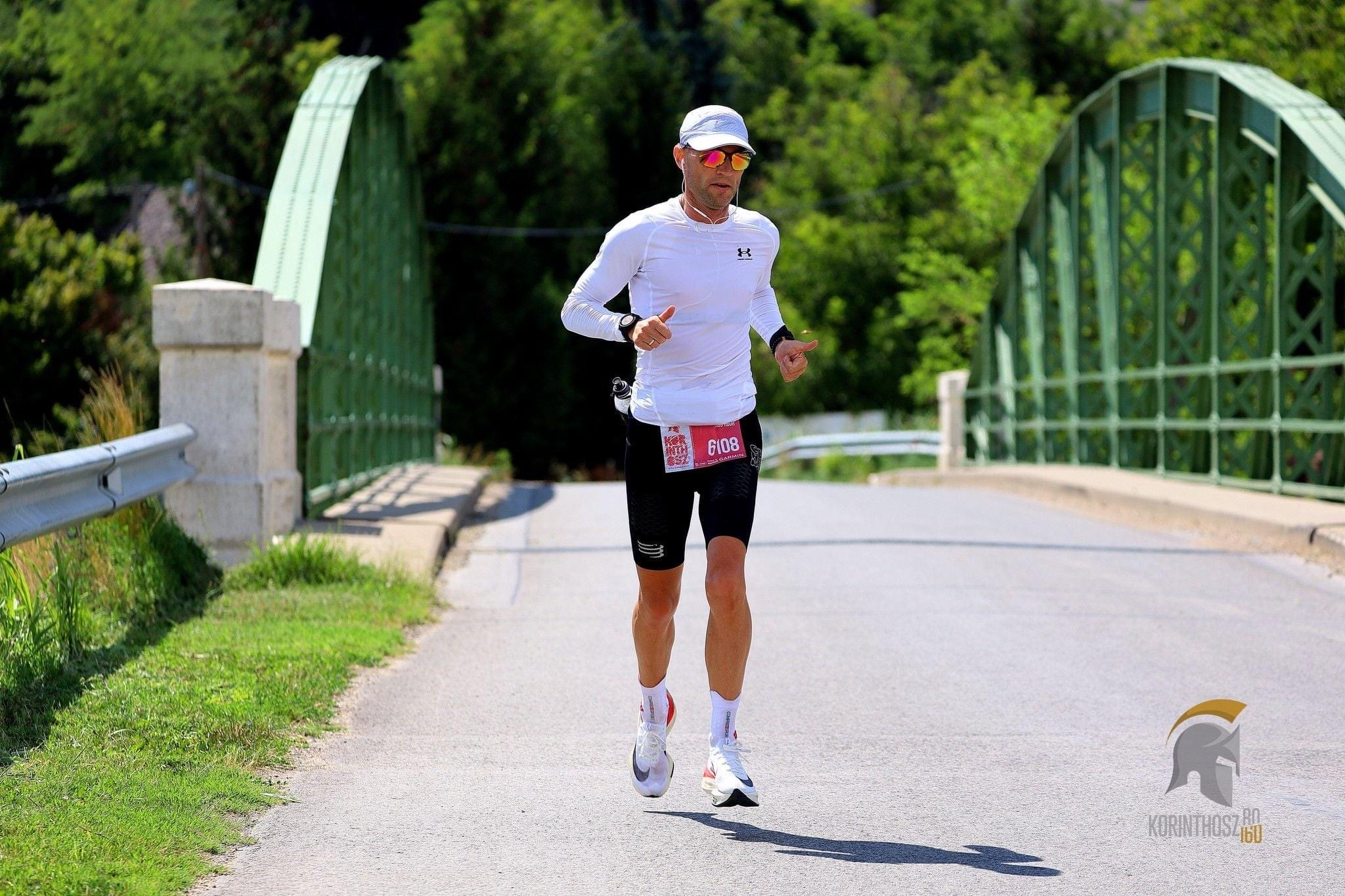
Erős Tibor a 2021-es Korinthosz 160 ultramaraton verseny féltávjánál

Erős Tibor (Tiszalök, 1976. június 22. –) magyar ultrafutó, háromszoros magyar bajnok 100 km-es távon, a 2021-es Korinthosz 160 km ultrafutóverseny pályacsúcsgyőztese, a XVI. NN Ultrabalaton ezüstérmese, a 2022-es Spartathlon 4. helyezettje és magyar csúcstartója, a 2024-es Sittard 24h Race pályacsúcs győztese, valamint a XVIII. NN Ultrabalaton győztese.

## Pályafutása
39 éves korában hobbiból kezdett futni, majd egy futáskihívás (Fuss 2016 km-t 2016-ban!) indította el a rendszeres futás útján, amiből rövid időn belül meglett az első félmaratonja, majd maratonja.
2019 őszén, közel 3 évnyi amatőr futás után benevezett élete első 6 órás ultramaratonjára, ahol 75,299 km-rel a II. helyen végzett.
2022. április 15-én a Magyar Atlétikai Szövetség Ultrafutó Bizottsága megválasztotta 2021 ultrafutó felfedezettjének.
2022. július 22-én a Magyar Atlétikai Szövetség hivatalosan is kihirdette a 2022. augusztus 27-én megrendezésre kerülő berlin-bernaui 100 km-es ultrafutó világbajnokság válogatott keretét, melynek Erős Tibor is tagja.
2022. szeptember 30-án részt vett élete első Spartathlon ultra versenyén, amelyen 4. helyen végzett 23 óra 23 perc 40 másodperces idővel, ezzel megdöntve Bódis Tamás 2021-es magyar csúcsát.
2023. március 23-án részt vett élete első 24 órás ultrafutó versenyén, a hollandiai Sittard-ban, ahol pályacsúccsal győzött, 260,535 km megtételével.
2023. május 4-én megnyerte a XVIII. NN Ultrabalaton 211 km-es versenyét 17 óra 35 perc 2 másodperces idővel.
2024. november 15-én beválasztották a #Projekt422-be, amely az Ultrabalaton verseny keretei között megrendezésre kerülő dupla Balaton-kör, azaz 422 km egyéniben teljesítve.

### Eredményei
- 2019. október 20. 6 órás Ultramaraton Balatonfüred, 75,299 km - 2. hely
- 2020. július 26. Suhanj!6 6 órás jótékonysági futóverseny], 78,578 km - 1. hely[3]
- 2020. október 24. 100 km Ultrafutó Magyar Bajnokság, Balatonalmádi, 7h 28m 12s (4:29/km) - 1. hely[4]
- 2021. április 10. 100 km Ultrafutó Magyar Bajnokság], Balatonalmádi, 7h 10m 32s (4:18/km) - 1 hely[5]
- 2021. július 4. Mamma Montana, a Balatontól a Bakony tetejéig, 100 km, 7h 33m 57s (4:32/km) - 1. hely[6]
- 2021. augusztus 6. Korinthosz 160, Szekszárd-Baja-Szekszárd, 160 km, 13h 10m 14s (4:54/km) - 1. hely pályacsúccsal
- 2021. október 16. 12 órás Ultramaraton, Balatonfüred, 157,898 km (4:34/km) - 1. hely
- 2022. március 6. 6 órás Ultrafutó Magyar Bajnokság, Tapolca, 84,9 km (4:14/km) - 1. hely[7]
- 2022. március 26. 100 km Ultrafutó Magyar Bajnokság, Budakalász, 7h 20m 32s (4:23/km) - 1. hely[8]
- 2022. április 29. XVI. NN Ultrabalaton, 211 km, 16h 50m 29s (4:47/km) - 2. hely[9]
- 2022. augusztus 27. 100 km Világbajnokság Berlin-Bernau,[10] 7h 13min 31mp (4:19/km) - összetett 42. hely,[11] Masters (M45) 2. hely[12]
- 2022. szeptember 30. Spartathlon, 23h 23m 40s[13] - 4. hely, magyar csúcs[14]
- 2024. március 23. 3. 24hrs Sittard (NED) 260,535 km[15] - 1. hely, pályacsúcs
- 2024. május 4. XVIII. NN Ultrabalaton, 2011 km, 17h 35m 02s (5:00/km) - 1 hely[16]

### D.U.V. helyezés
A DUV (Deutsche Ultramarathon Vereinigung - Német Ultramaraton Szövetség) összesíti a világ ultrafutóinak regisztrált versenyeredményeit. A listában megtalálható Erős Tibor helyezése a 2021-es 12 órás összesített férfi mezőnyben, valamint ugyanitt megtalálható az eddigi összes versenyeredménye is.